# متسرشه
متسرشه (به فرانسوی: Metzeresche) یک کمون در فرانسه است که در Canton of Metzervisse واقع شده‌است.

## خصوصیات
متسرشه ۹٫۵۶ کیلومترمربع مساحت و ۶۷۴ نفر جمعیت دارد و ۲۲۰ متر بالاتر از سطح دریا واقع شده‌است.